# Чемпионат Европы по русским шашкам среди женщин 2018
Чемпионат Европы по русским шашкам среди женщин 2018 года проходил с 15 по 22 сентября в Кранево (Болгария). Одновременно проводился чемпионат Европы среди мужчин. Призовой фонд обоих чемпионатов 20 000 евро.
В основной программе и блице соревнования проводились по русским шашкам, в формате быстрые шашки проводились по бразильским шашкам.

## Регламент

### Основная программа
Проводилась в два этапа. Первый этап по швейцарской системе в 7 туров, каждый тур микроматч из двух партий. По его результатам 16 игроков были поделены на две восьмёрки (1-8 и 9-16 места) и участвовали в финале по олимпийской системе.

### Быстрые шашки и блиц
Проводились по швейцарской системе. Затем 4 лучших игрока разыгрывали в полуфинале и финале титулы чемпионок Европы, играя по 1 микроматчу. В случае ничейного результата микроматча, победителем становилась спортсменка, занявшая более высокое место в основном турнире.

## Основная программа
| Место | Участник           |
| ----- | ------------------ |
| 1     | Вера Хващинская    |
| 2     | Елена Сковитина    |
| 3     | Анастасия Барышева |

### Предварительный этап (7 раундов)
Русские шашки
| Место | Участник             | Страна    | Звание | Рейтинг | Очки | Коэфф. Бухгольца |
| ----- | -------------------- | --------- | ------ | ------- | ---- | ---------------- |
| 1     | Елена Сковитина      | Молдова   | GMI    | 2373    | 12   | 57               |
| 2     | Вера Хващинская      | Беларусь  | MIF    | 2313    | 10   | 57               |
| 3     | Кристина Заруба      | Молдова   | MIF    | 2142    | 10   | 53               |
| 4     | Милда Йоцайте        | Литва     | MIF    | 2215    | 8    | 56               |
| 5     | Дарья Федорович      | Беларусь  | GMIF   | 2293    | 8    | 55               |
| 6     | Анастасия Барышева   | Беларусь  | MIF    | 2193    | 8    | 49               |
| 7     | Мария Крискевич      | Россия    | MFF    | 2057    | 8    | 38               |
| 8     | Пирет Вийрма         | Эстония   |        | 1997    | 7    | 60               |
| 9     | Александра Спирина   | Беларусь  | MIF    | 2153    | 7    | 51               |
| 10    | Светлана Стрельцова  | Россия    | MFF    | 2059    | 7    | 43               |
| 11    | Елена Ткаченко       | Латвия    | MFF    | 2087    | 7    | 42               |
| 12    | Зинаида Александрова | Израиль   | MFF    | 2073    | 7    | 38               |
| 13    | Регина Пиронен       | Латвия    | MFF    | 2151    | 6    | 46               |
| 14    | Ямзе Цивцивадзе      | Грузия    |        | 2001    | 5    | 50               |
| 15    | Екатерина Керонен    | Финляндия |        | 1992    | 2    | 45               |
| 16    | Лусиен Начева        | Болгария  |        | 2000    | 0    | 44               |

### Четвертьфинал
Матчи за 1-8 место
Сковитина Елена — Виирма Пирет 2-0
Хващинская Вера — Крискевич Мария 2-0
Заруба Кристина — Барышева Анастасия 0-2
Йоцайте Милда — Федорович Дарья 0-2
Матчи за 9-16 место
Спирина Александра — Начева Лусиен 2-0
Стрельцова Светлана — Керонен Екатерина 2-0
Ткаченко Елена — Цивцивадзе Ямзе 1-1, 2-0
Александрова Зинаида — Пиронен Регина 2-0

### Полуфинал
Матчи за 1-8 место
Сковитина Елена — Барышева Анастасия 1-1, 2-0
Хващинская Вера — Федорович Дарья 2-0
Заруба Кристинам — Виирма Пирет 2-0
Йоцайте Милда — Крискевич Мария 1-1, 1-1, 2-0
Матчи за 9-16 место
Спирина Александра — Александрова Зинаида 2-0
Стрельцова Светлана — Ткаченко Елена 1-1, 1-1, 0-2
Пиронен Регина — Начева Лусиен 2-0
Цивцивадзе Ямзе — Керонен Екатерина 2-0

### Финал
матч за 1 место-  Сковитина Елена — Хващинская Вера 0-2
матч за 3 место-  Федорович Дарья — Барышева Анастасия   1-1, 1-1, 0-2
матч за 5 место-  Заруба Кристина — Йоцайте Милда 2-0
матч за 7 место-  Крискевич Мария — Виирма Пирет 2-0
матч за 9 место-   Спирина Александра — Ткаченко Елена 2-0
матч за 11 место-  Стрельцова Светлана — Александрова Зинаида 2-0
матч за 13 место-  Пиронен Регина — Цивцивадзе Ямзе 2-0
матч за 15 место-  Керонен Екатерина — Начева Лусиен 2-0

## Быстрые шашки
| Место | Участник        |
| ----- | --------------- |
| 1     | Елена Сковитина |
| 2     | Вера Хващинская |
| 3     | Дарья Федорович |

### Предварительный этап (7 раундов)
Бразильские шашки
| Место | Участник             | Страна    | Звание | Рейтинг | Очки | Коэфф. Солкофа |
| ----- | -------------------- | --------- | ------ | ------- | ---- | -------------- |
| 1     | Елена Сковитина      | Молдова   | GMI    | 2373    | 12   |                |
| 2     | Вера Хващинская      | Беларусь  | MIF    | 2313    | 11   |                |
| 3     | Дарья Федорович      | Беларусь  | GMIF   | 2293    | 10   |                |
| 4     | Кристина Заруба      | Молдова   | MIF    | 2142    | 9    |                |
| 5     | Милда Йоцайте        | Литва     | MIF    | 2215    | 8    | 53 (-1)        |
| 6     | Светлана Стрельцова  | Россия    | MFF    | 2059    | 8    | 47 (-1)        |
| 7     | Александра Спирина   | Беларусь  | MIF    | 2153    | 8    | 45 (-1)        |
| 8     | Анастасия Барышева   | Беларусь  | MIF    | 2193    | 7    | 51 (-1)        |
| 9     | Мария Крискевич      | Россия    | MFF    | 2057    | 7    | 45 (-1)        |
| 10    | Пирет Вийрма         | Эстония   |        | 1997    | 7    | 44 (-1)        |
| 11    | Елена Ткаченко       | Латвия    | MFF    | 2087    | 6    | 45 (-1)        |
| 12    | Зинаида Александрова | Израиль   | MFF    | 2073    | 6    | 44 (-1)        |
| 13    | Регина Пиронен       | Латвия    | MFF    | 2151    | 6    | 39 (-1)        |
| 14    | Ямзе Цивцивадзе      | Грузия    |        | 2001    | 5    | 40             |
| 15    | Екатерина Керонен    | Финляндия |        | 1992    | 2    | 51             |

### Полуфинал
Елена Сковитина — Кристина Заруба 1-1
Вера Хващинская — Дарья Федорович 2-0

### Финал
Матч 1-е место
Елена Сковитина — Вера Хващинская 1-1
Матч 3-е место
Дарья Федорович — Кристина Заруба 1-1

## Блиц
| Место | Участник        |
| ----- | --------------- |
| 1     | Елена Сковитина |
| 2     | Дарья Федорович |
| 3     | Вера Хващинская |

### Предварительный этап (7 раундов)
Русские шашки
| Место | Участник             | Страна    | Звание | Рейтинг | Очки | Коэфф. Солкофа |
| ----- | -------------------- | --------- | ------ | ------- | ---- | -------------- |
| 1     | Дарья Федорович      | Беларусь  | GMIF   | 2293    | 12   |                |
| 2     | Елена Сковитина      | Молдова   | GMI    | 2373    | 11   |                |
| 3     | Кристина Заруба      | Молдова   | MIF    | 2142    | 9    |                |
| 4     | Вера Хващинская      | Беларусь  | MIF    | 2313    | 8    | 55 (-1)        |
| 5     | Александра Спирина   | Беларусь  | MIF    | 2153    | 8    | 52 (-1)        |
| 6     | Анастасия Барышева   | Беларусь  | MIF    | 2193    | 8    | 48 (-1)        |
| 7     | Мария Крискевич      | Россия    | MFF    | 2057    | 8    | 39 (-1)        |
| 8     | Милда Йоцайте        | Литва     | MIF    | 2215    | 7    | 56 (-1)        |
| 9     | Регина Пиронен       | Латвия    | MFF    | 2151    | 7    | 46 (-1)        |
| 10    | Зинаида Александрова | Израиль   | MFF    | 2073    | 7    | 42 (-1)        |
| 11    | Ямзе Цивцивадзе      | Грузия    |        | 2001    | 7    | 35 (-1)        |
| 12    | Елена Ткаченко       | Латвия    | MFF    | 2087    | 6    | 47 (-1)        |
| 13    | Светлана Стрельцова  | Россия    | MFF    | 2059    | 6    | 42 (-1)        |
| 14    | Пирет Вийрма         | Эстония   |        | 1997    | 6    | 39 (-1)        |
| 15    | Екатерина Керонен    | Финляндия |        | 1992    | 2    |                |

### Полуфинал
Елена Сковитина — Кристина Заруба 2-0, 1-1
Дарья Федорович — Вера Хващинская 2-0, 0-2

### Финал
Матч 1-е место
Елена Сковитина — Дарья Федорович 2-0, 2-0
Матч 3-е место
Вера Хващинская — Кристина Заруба 2-0, 2-0